# Lee Tae-yong
Lee Tae-yong (hangul: 이태용; hanja: 李泰容; nascido em 1 de julho de 1995), mais frequentemente creditado na carreira musical apenas como Taeyong (em coreano:  태용), é um cantor, compositor, rapper e dançarino sul-coreano. Taeyong ganhou destaque mundial como membro do grupo masculino NCT (incluindo sua subunidade NCT 127).
Em outubro de 2019, Taeyong fez sua estreia como membro do supergrupo SuperM, formado pela SM Entertainment em parceria com a Capitol Records.

## Carreira

### 2013–2018

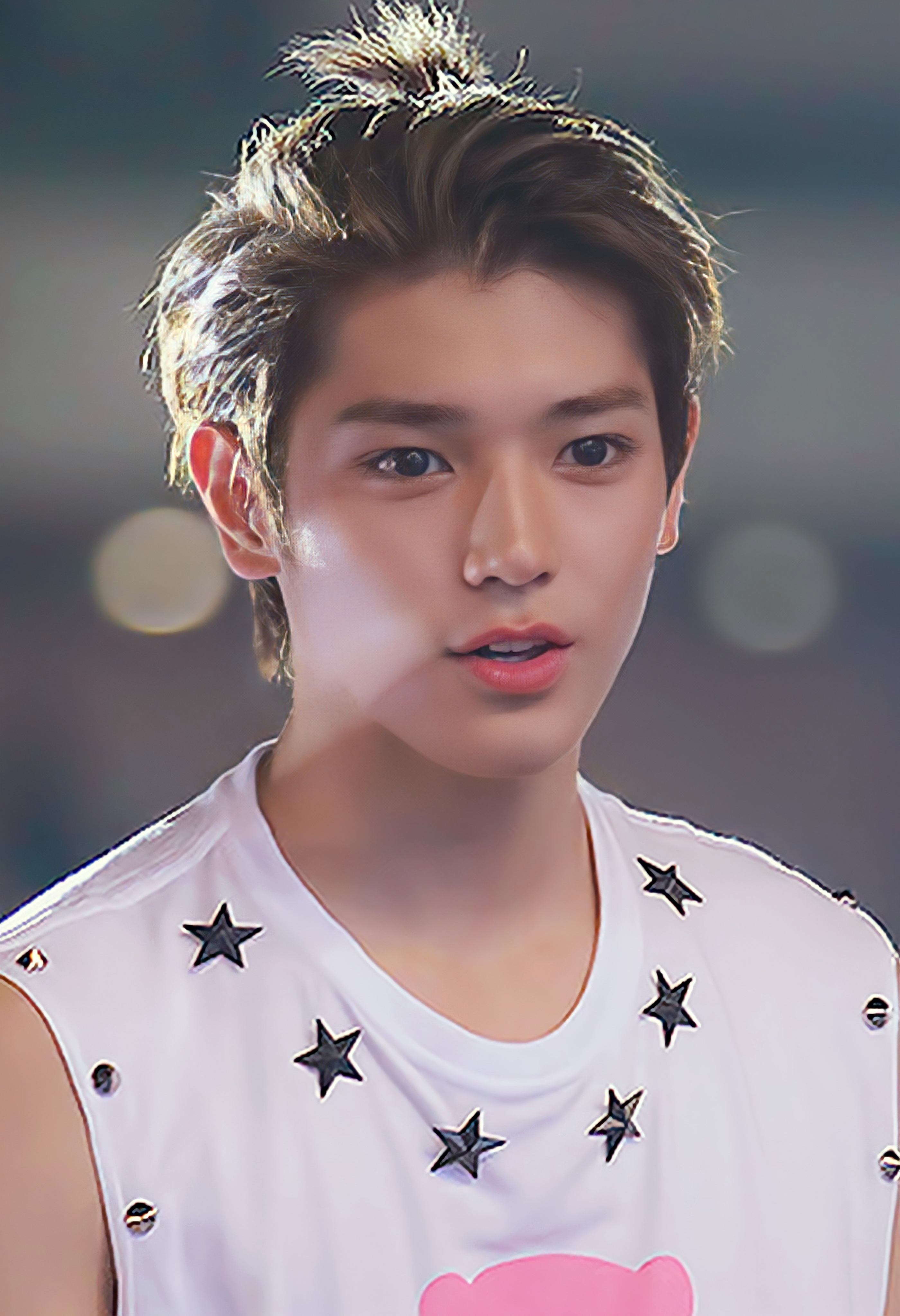
Taeyong se apresentando na SM Town Live World Tour IV. (agosto de 2014)

Taeyong foi introduzido como parte do SM Rookies no início de dezembro de 2013. Em julho de 2014, lançou o vídeo musical para canção "Open the Door", que foi escrita pelo mesmo, tendo a oportunidade de mostrar suas habilidades como rapper e compositor. De agosto à outubro de 2014, apareceu no programa EXO 90:2014, onde estrelou o remake do vídeos musicais de "Yo!" e "Missing You", interpretando a versão jovem de Lay. Colaborou com Red Velvet na música "Be Natural", lançada em 13 de outubro de 2014.
Estreou como membro do NCT, integrando a subunidade NCT U, em abril de 2016 com o lançamento do single "The 7th Sense" (일곱 번째 감각), onde colaborou com a composição da letra da canção. Devido a seu passado controverso, alguns internautas criticaram a SM Entertainment por permitir a sua estreia com o NCT U. Foi introduzido a subunidade NCT 127 em julho do mesmo ano. A primeira apresentação televisiva do grupo ocorreu em 7 de julho no M! Countdown, performando "Fire Truck" e "Once Again" de seu primeiro extended play, NCT #127. Taeyong co-escreveu as canções "Fire Truck" (소방차) e "Mad City" para o EP, lançado em 10 de julho de 2016. O NCT#127 entrou no número 2 no Gaon Album Chart na edição de 10 à 16 de julho de 2016. Na terceira semana, o EP liderou o gráfico na edição de 24 à 30 de julho de 2016. O EP também estreou no número 2 na World Album Chart da Billboard. O mini-álbum entrou e alcançou o número 3 na Gaon Album Chart para o mês de julho de 2016, com mais de 60 mil cópias vendidas.
Para o segundo EP do NCT 127, NCT #127 Limitless, lançado em 6 de janeiro de 2017, Taeyong co-escreveu as canções "Good Thing", "Back 2 U (AM 01:27)", "Baby Don't Like It" (나쁜 짓) e "Angel". O Ep estreou no topo da Billboard World Albums e Gaon Album Chart. Em 4 de maio, foi anunciado que lançaria um single colaborativo com o compositor Hitchhiker através da 2ª temporada do projeto Station. A canção intitulada "Around" foi lançada em 12 de maio de 2017 (KST), tendo como letristas Kim Boo-min e Taeyong. Colaborou na composição das canções "Cherry Bomb", "Running 2 U", "0 Mile", "Whiplash" e "Summer 127", para o EP NCT #127 Cherry Bomb lançado em junho de 2017. No mês seguinte se apresentou no Show! Music Core ao lado de Kim Chung-ha, interpretando a canção "Why Don't You Know". Em 1 de agosto, foi anunciado o lançamento de seu single "Cure" (함께) para o dia 5 de agosto de 2017, através do projeto Station, em colaboração com Yoo Young-jin, onde Taeyong também colaborou na letra da canção. Dias depois lançou a canção "Stay in my Life" para a trilha sonora de School 2017, juntamente com Taeil e Doyoung.
Taeyong co-escreveu as canções "Boss", "Baby Don't Stop", "Yestoday" e "Black on Black"  para o primeiro álbum de estúdio do NCT, NCT 2018 Empathy, lançado em 14 de março de 2018. O álbum estrou na #2 posição da Gaon Album Chart e foi certificado com um disco de platina pela KMCA, por mais de 300 mil cópias vendidas. No álbum, Taeyong participou dos singles "Boss", "Baby Don't Stop", "Yestoday" (ambas lançadas pelo NCT U), "Touch" (lançada pelo NCT 127) e "Black On Black" (lançada como NCT 2018). Ainda em março foi apresentado como membro do programa de variedades Food Diary, produzido pela SM C&C, indo ao ar de 30 de maio a 8 de agosto de 2018. O programa detalha as aventuras de um elenco de "agricultores da cidade", que estão em uma fazenda montada para eles, a fim de preparar um prato por si mesmos a partir do zero - começando com os animais e as sementes. Taeyong participou da canção "Time" do músico Hitchhiker, lançada em 29 de agosto de 2018. A canção, que também conta com a participação de Sunny e Hyoyeon, foi usada como tema do desfile final do 2018 Spectrum Dance Music Festival realizado nos dias 8 e 9 de setembro no Jamsil Sports Complex em Seul.
Em meados de setembro de 2018, a SM Entertainment anunciou que o NCT 127 lançaria seu primeiro álbum de estúdio, intitulado Regular-Irregular, para 12 de outubro. O álbum Taeyong co-escreveu as canções "City 127" (지금 우리), "Regular", "My Van" (내 Van) e "Come Back" (악몽). O lançamento do álbum foi liderado por uma performance da versão em inglês do single "Regular" e "Cherry Bomb" no Jimmy Kimmel Live! que também marcou a primeira aparição do grupo na televisão americana. O álbum estreou na primeira posição da Gaon Album Chart, além de estrear na #86 posição da Billboard 200, marcando a primeira aparição do grupo na parada de álbuns dos EUA com 8 mil cópias vendidas no país em sua primeira semana de vendas. Para a versão reeditada do álbum, lançado em 23 de novembro, co-escreveu a canção "Welcome To My Playground". O álbum intitulado Regulate, foi liderado pelo single "Simon Says". Taeyong colaborou e co-escreveu a canção "City Lights" (夜話) de U-Know, para o álbum New Chapter #2: The Truth of Love lançado em 26 de dezembro de 2018.

### 2019–presente
O primeiro álbum de estúdio japonês do NCT 127, Awaken, foi lançado em 17 de abril de 2019, para o qual Taeyong co-escreveu a música "Lips". No mesmo mês, o NCT 127 assinou com a Capitol Music Group e a Caroline Distribution como parte de um acordo de distribuição mundial com a SM Entertainment, onde a CMG e a Caroline fornecem a distribuição e marketing para o grupo em vários territórios em todo o mundo. Em 18 de julho de 2019, Taeyong lançou a canção "Long Flight" como o último single da 3ª temporada do projeto Station. Em agosto do mesmo ano, foi apresentado como membro do grupo SuperM, juntamente com Taemin, Baekhyun, Kai, Ten, Lucas e Mark. O SuperM estreou oficialmente em 4 de outubro de 2019, com o lançamento do extended play de mesmo nome. O EP estreou no número um na parada de álbuns da Billboard 200, com 164 mil cópias vendidas na semana que terminou em 10 de outubro, tornando-se o primeiro ato coreano a liderar a parada com seu lançamento de estreia, bem como o quarto lançamento em coreano a alcançar o número um. No mesmo mês, Taeyong e Punch colaboraram em uma música para a trilha sonora de Hotel del Luna, série de televisão estrelada por IU e Yeo Jin-goo. O lançamento, intitulado "Love del Luna", é a décima terceira (e final) parte da trilha sonora. Em novembro de 2019, é lançada a mixtape 8 do cantor americano Marteen, contendo a faixa "Mood" em colaboração com Taeyong. Sobre a sua colaboração com Taeyong, Marteen afirmou: "Essa faixa especificamente é mais otimista. É realmente divertida. Não deixa nada atrapalhar seu humor e estressá-lo. É um recorde positivo e otimista. Eu pensei que ele [Taeyong] soaria firme nisso." Ainda em novembro, a voz de Taeyong foi adicionada aos alto-falantes da IA "NUGU" desenvolvidos pela SK Telecom e SM Entertainment. No mês anterior no SK Group Tech Summit, a SK Telecom apresentou as funções "alarme de celebridades" e "programação de celebridades", adicionadas aos "NUGU" no mês de novembro.
Em março de 2020, o NCT 127 lançou seu segundo álbum em coreano Neo Zone, para o qual Taeyong co-escreveu as canções "Pandora's Box" (낮잠), "Mad Dog" (뿔) e "Love Song" (우산). O álbum estreou no número cinco na Billboard 200 dos Estados Unidos com 83 mil cópias vendidas, tornando-se a primeira vez que o NCT 127 entrou no top 10 da Billboard 200, e estreou no número um no Gaon Album Chart da Coreia do Sul, tornando-se o quinto lançamento do grupo a realizar esse feito. O álbum fechou o mês de março com mais de 723 mil cópias vendidas apenas na Coreia do Sul. Em setembro de 2020, o SuperM lançou o seu primeiro álbum de estúdio, Super One. O álbum contou com os singles "100", "Tiger Inside" e "One (Monster & Infinity)". Ainda em setembro, o NCT anunciou o projeto NCT 2020, semelhante ao seu projeto NCT 2018, que combina membros de várias subunidades em um álbum. Em 20 de setembro, foi confirmado que o grupo estaria lançando seu segundo álbum, NCT 2020 Resonance Pt. 1 em 12 de outubro, apresentando todas as 4 unidades e 2 novos membros. Em sua pré-venda, o álbum ultrapassou a marca de 1 milhão de cópias vendidas apenas na Coreia do Sul. No álbum, Taeyong participou de uma das faixas-título, "Make a Wish". Taeyong também participou das B-sides "Misfit", "Volcano", "Lightbulb" (ambas interpretadas pelo NCT U) e "Music, Dance" (interpretada pelo NCT 127). De outubro à dezembro de 2020, apareceu no reality show NCT World 2.0 ao lado dos outros membros do NCT. Para a segunda parte do segundo álbum do NCT, intitulado NCT 2020 Resonance Pt. 2 e lançado em 23 de novembro, Taeyong participou da canção "I.O.U" (lançada pelo NCT U).
O NCT 127 lançou seu terceiro álbum de estúdio em coreano, Sticker, em 17 de setembro de 2021, composto por onze faixas, incluindo o lead single de mesmo nome – co-escrito por Taeyong. Dias antes de seu lançamento o álbum já havia ultrapassado 2,12 milhões de cópias vendidas apenas na pré-venda.

## Imagem
Na transmissão de 15 de janeiro de 2018 do Heard It Through the Grapevine, Hong Seok-cheon se referiu a Taeyong como "o membro mais atraente" do NCT.

## Endossos
Em novembro de 2017, Ten se tornou modelo da marca de bebidas da Tailândia "est PLAY", juntamente com Ten. A dupla foi para a Tailândia no dia 27 de novembro para uma conferência de imprensa da marca, para mais de 150 jornalistas.

## Controvérsia
Em dezembro de 2014, foi o centro de uma controvérsia de golpes, onde os internautas expuseram vários relatos de Taeyong, em um site chamado Joonggonara, onde você pode comprar e vender itens de segunda mão, semelhante ao eBay. Mais tarde a SM Entertainment confirmou que Taeyong quando mais jovem postava comentários on-line, que continha uma linguagem humilhante a respeito de um grupo de estudantes japoneses. Nas mensagens, Taeyong repetidamente usa a palavra "retardo" e outras linguagens obscenas e foi revelado que ele tinha enganado várias pessoas mentindo para vender estatuetas quebradas ou danificadas, cobrando preços não razoáveis. Em julho de 2016, durante o NCT Life Taeyong pediu desculpas por seus erros do passado.
Em fevereiro de 2017, foi revelado que comunidades masculinas tentaram manchar a sua imagem compartilhando falsas histórias. No primeiro escândalo, após enviar o produto, o comprador expressou seu descontentamento e pediu pelo dinheiro de volta (que foi devolvido), então não houve calote, ele nunca enviou tijolos. Além dessas histórias, pessoas também inventaram que Taeyong enviou caixas vazias; que pegou o dinheiro dos compradores e sumiu. Taeyong e o comprador apenas se desentenderam. Taeyong disse que encontraria o comprador em outro momento em Sindorim para entregar as outras partes da figura. Nunca houve calote. A única parte verdadeira de toda essa história foi que Taeyong enviou as figuras de ação do Gundam com defeito, mas os compradores apenas pagaram parte do acordado. As outras duas histórias (sobre enviar tijolos e sumir com o dinheiro) foram inventadas por pessoas que ocultaram evidências reais sobre todo o escândalo das figuras de ação do Gundam, manipulando a história de modo que Taeyong fosse colocado como um criminoso. Depois que o escândalo se espalhou, a SM fez Taeyong se desculpar e escreveu um artigo sobre o assunto. Basicamente, essas pessoas leram as publicações sobre Taeyong em cyber cafés e decidiram emitir evidências e fatos falsos, o que fez tudo isso se tornar um escândalo de calote. E sobre xingamentos enviados para as supostas vítimas, nunca aconteceu. Essas são mensagens enviadas de um membro de um cyber café para o Taeyong. Basicamente, ambos estavam enviando xingamentos um para o outro e tiveram uma discussão online; mas as pessoas falaram que Taeyong enviou essas mensagens para a pessoa que "recebeu tijolos", o que é falso.

## Vida pessoal
Taeyong é primo distante do ator e personalidade de televisão Hong Seok-cheon.

## Discografia
A discografia de Taeyong é composta por cinco singles (incluindo dois como artista convidado), um single promocional e uma aparição em trilha sonora.
| Título                                                                                   | Ano                    | Melhores posições nas paradas | Melhores posições nas paradas | Vendas                 | Álbum                             |
| Título                                                                                   | Ano                    | KOR                           | US World                      | Vendas                 | Álbum                             |
| Como artista principal                                                                   | Como artista principal | Como artista principal        | Como artista principal        | Como artista principal | Como artista principal            |
| ---------------------------------------------------------------------------------------- | ---------------------- | ----------------------------- | ----------------------------- | ---------------------- | --------------------------------- |
| "Around" (com Hitchhiker)                                                                | 2017                   | —                             | —                             | —                      | Lançamentos sem álbum             |
| "Cure" (함께) (com Yoo Young-jin)                                                        | 2017                   | —                             | —                             | —                      | Lançamentos sem álbum             |
| "Long Flight"                                                                            | 2019                   | —                             | 6                             | —                      | Lançamentos sem álbum             |
| Como artista convidado                                                                   |                        |                               |                               |                        |                                   |
| "Be Natural" (Red Velvet featuring Taeyong)                                              | 2014                   | 33                            | 6                             | - KOR: 65,820          | Lançamentos sem álbum             |
| "Time" (Hitchhiker featuring Sunny, Hyoyeon e Taeyong)                                   | 2018                   | —                             | —                             | —                      | Lançamentos sem álbum             |
| Singles promocionais                                                                     |                        |                               |                               |                        |                                   |
| "Open the Door"                                                                          | 2014                   | —                             | —                             | —                      | Lançamento sem álbum              |
| Colaborações                                                                             |                        |                               |                               |                        |                                   |
| "City Lights" (夜話) (U-Know featuring Taeyong)                                          | 2018                   | —                             | —                             | —                      | New Chapter #2: The Truth of Love |
| "Mood" (Marteen featuring Taeyong)                                                       | 2019                   | —                             | —                             | —                      | 8                                 |
| Aparições em trilhas sonoras                                                             |                        |                               |                               |                        |                                   |
| "Stay in my Life" (com Taeil X Doyoung)                                                  | 2017                   | —                             | —                             | —                      | School 2017 OST Part 4            |
| "Love del Luna" (러브 델루나) (com Punch)                                                | 2019                   | 46                            | —                             | —                      | Hotel del Luna OST Part 13        |
| "—" indica lançamentos que não figuraram nas paradas ou não foram lançados nessa região. |                        |                               |                               |                        |                                   |

### Composições
- Seu número de registro na Korea Music Copyright Association (KOMCA) é 10012932.[94]

|  | Indica lançamento como single                  |
|  | Indica lançamento como single promocional      |
|  | Indica lançamento como single de trilha sonora |

| Canção                           | Ano  | Álbum                             | Artista(s)            | Letra     | Letra                                                                                           | Música    | Música                                                                                 |
| Canção                           | Ano  | Álbum                             | Artista(s)            | Creditado | Com                                                                                             | Creditado | Com                                                                                    |
| -------------------------------- | ---- | --------------------------------- | --------------------- | --------- | ----------------------------------------------------------------------------------------------- | --------- | -------------------------------------------------------------------------------------- |
| "0 Mile"                         | 2017 | NCT #127 Cherry Bomb              | NCT 127               | Sim       | Mark Lee Jo Yoon-kyung Jo Jin-joo Choi So-young (JF) Park Yong-joon (JF)                        | Não       | —                                                                                      |
| "Angel"                          | 2017 | NCT #127 Limitless                | NCT 127               | Sim       | Mr. Cho Mark Lee                                                                                | Não       | —                                                                                      |
| "Around"                         | 2017 | Lançamento sem álbum              | Taeyong Hitchhiker    | Sim       | Kim Boo-min                                                                                     | Não       | —                                                                                      |
| "Baby Don't Like It (나쁜 짓)"   | 2017 | NCT #127 Limitless                | NCT 127               | Sim       | G.Soul Mark Lee                                                                                 | Sim       | Jamil "Digi" Chammas G.Soul Mark Lee Tay Jasper MZMC Jonathan Perkins                  |
| "Baby Don't Stop"                | 2018 | NCT 2018 Empathy                  | NCT U                 | Sim       | Park Woo-hyun Juno                                                                              | Não       | —                                                                                      |
| "Back 2 U (AM 01:27)"            | 2017 | NCT #127 Limitless                | NCT 127               | Sim       | January 8th Seo Minji                                                                           | Não       | —                                                                                      |
| "Black on Black"                 | 2018 | NCT 2018 Empathy                  | NCT 2018              | Sim       | MINOS Mark Lee Deez                                                                             | Não       | —                                                                                      |
| "Boss"                           | 2018 | NCT 2018 Empathy                  | NCT U                 | Sim       | Woo Tan Yoo Young-jin Mark Lee                                                                  | Não       | —                                                                                      |
| "Cherry Bomb"                    | 2017 | NCT #127 Cherry Bomb              | NCT 127               | Sim       | Mark Lee Deepflow Lim Jung-Hyo Oh Min-joo                                                       | Não       | —                                                                                      |
| "Cherry Bomb" (Performance Ver.) | 2017 | NCT #127 Cherry Bomb              | NCT 127               | Sim       | Mark Lee Deepflow Lim Jung-Hyo Oh Min-joo                                                       | Não       | —                                                                                      |
| "City 127 (지금 우리)"           | 2018 | Regular-Irregular                 | NCT 127               | Sim       | JQ Moon Hee-yeon Mark Lee                                                                       | Sim       | Jonathan Yip Jeremy Reeves Ray Romulus Ray McCullough Micah Powell Clarence Coffee Jr. |
| "City Lights (夜話)"             | 2018 | New Chapter #2: The Truth of Love | U-Know Taeyong        | Sim       | Hwang Yoo-bin                                                                                   | Não       | —                                                                                      |
| "Come Back" (악몽)               | 2018 | Regular-Irregular                 | NCT 127               | Sim       | Bong Eunyoung Ryu Dasom Mark Lee                                                                | Não       | —                                                                                      |
| "Cure" (함께)                    | 2017 | Lançamento sem álbum              | Taeyong Yoo Young-jin | Sim       | Yoo Young-jin Yoo Ji-won                                                                        | Não       | —                                                                                      |
| "Fire Truck" (소방차)            | 2016 | NCT #127                          | NCT 127               | Sim       | Mark Lee Jung Jae-hyun Lee Seu-ran                                                              | Não       | —                                                                                      |
| "Good Thing"                     | 2017 | NCT #127 Limitless                | NCT 127               | Sim       | JQ Hwang Ji-won Mark Lee                                                                        | Não       | —                                                                                      |
| "Lips"                           | 2019 | Awaken                            | NCT 127               | Sim       | Akira Mark Lee                                                                                  | Não       | —                                                                                      |
| "Long Flight"                    | 2019 | Lançamento sem álbum              | Taeyong               | Sim       | —                                                                                               | Sim       | Royal Dive                                                                             |
| "Love Song" (우산)               | 2020 | NCT #127 Neo Zone                 | NCT 127               | Sim       | Seo Ji-eum Mark Lee Johnny [ 97 ]                                                               | Não       | —                                                                                      |
| "Mad City"                       | 2016 | NCT #127                          | NCT 127               | Sim       | Mark Lee Double Dragon                                                                          | Não       | —                                                                                      |
| "Mad Dog" (뿔)                   | 2020 | NCT #127 Neo Zone                 | NCT 127               | Sim       | Kim Bo-min Mark Lee [ 97 ]                                                                      | Não       | —                                                                                      |
| "My Van" (내 Van)                | 2018 | Regular-Irregular                 | NCT 127               | Sim       | Mark Lee Kim Dong-hyun                                                                          | Não       | —                                                                                      |
| "Open the Door"                  | 2014 | Lançamento sem álbum              | Taeyong               | Sim       | —                                                                                               | Não       | —                                                                                      |
| "Pandora's Box" (낮잠)           | 2020 | NCT #127 Neo Zone                 | NCT 127               | Sim       | JQ Hyeon Ji-won (Makeumine Works) Kim Hye-ji (Makeumine Works) Mark Lee Johnny [ 97 ]           | Não       | —                                                                                      |
| "Regular" (English Ver.)         | 2018 | Regular-Irregular                 | NCT 127               | Sim       | Wilbart 'Vedo' McCoy III Mark Lee                                                               | Não       | —                                                                                      |
| "Regular" (Korean Ver.)          | 2018 | Regular-Irregular                 | NCT 127               | Sim       | Coogie Tommy $trate Mark Lee                                                                    | Não       | —                                                                                      |
| "Running 2 U"                    | 2017 | NCT #127 Cherry Bomb              | NCT 127               | Sim       | Lee Tae-yong JQ Kim Jin                                                                         | Não       | —                                                                                      |
| "Stay in my Life"                | 2017 | School 2017 OST                   | Taeil Taeyong Doyoung | Sim       | Park Geun-cheol Jung Soo-min [ 92 ]                                                             | Não       | —                                                                                      |
| "Summer 127"                     | 2017 | NCT #127 Cherry Bomb              | NCT 127               | Sim       | Mark Lee Sun (Joombas) Bae Min-soo (Joombas) seizetheday (Joombas) CiaNo (Joombas) Kim In-hyung | Não       | —                                                                                      |
| "The 7th Sense (일곱 번째 감각)" | 2016 | NCT 2018 Empathy                  | NCT U                 | Sim       | January 8th Kim Dong-hyun Cho Jin-joo Mark Lee [ 98 ]                                           | Não       | —                                                                                      |
| "Welcome To My Playground"       | 2018 | Regulate                          | NCT 127               | Sim       | Seo Ji-eum Ra.D Brother Su Mark Lee [ 99 ]                                                      | Não       | —                                                                                      |
| "Whiplash"                       | 2017 | NCT #127 Cherry Bomb              | NCT 127               | Sim       | Mark Lee JQ O Neu Lu Xitsuh                                                                     | Não       | —                                                                                      |
| "Yestoday"                       | 2018 | NCT 2018 Empathy                  | NCT U                 | Sim       | Jung Joo-hee Mark Lee Steven Lee Park Jin-joo [ 100 ]                                           | Não       | —                                                                                      |
| "Yestoday" (Extended Ver.)       | 2018 | NCT 2018 Empathy                  | NCT U                 | Sim       | Jung Joo-hee Mark Lee Steven Lee Park Jin-joo                                                   | Não       | —                                                                                      |

## Filmografia

### Televisão
| Título      | Ano  | Rede | Notas      |
| ----------- | ---- | ---- | ---------- |
| EXO 90:2014 | 2014 | Mnet | Recorrente |
| Food Diary  | 2018 | tvN  | Regular    |

### Vídeos musicais
| Como artista principal       | Como artista principal | Como artista principal | Como artista principal                |
| Canção                       | Ano                    | Outro(s) artista(s)    | Notas                                 |
| ---------------------------- | ---------------------- | ---------------------- | ------------------------------------- |
| "Open the Door"              | 2014                   | —                      |                                       |
| "Around"                     | 2017                   | Hitchhiker             |                                       |
| "Cure" (함께)                | 2017                   | Yoo Young-jin          |                                       |
| "Long Flight"                | 2019                   | —                      |                                       |
| Como artista convidado       |                        |                        |                                       |
| "Be Natural"                 | 2014                   | Red Velvet             |                                       |
| Vídeos de trilhas sonoras    |                        |                        |                                       |
| "Stay in my Life"            | 2017                   | Taeil Doyoung          | Contendo apenas cenas de School 2017. |
| Aparições em vídeos musicais |                        |                        |                                       |
| "Yo!"                        | 2014                   | Shinhwa                | Remake feito para EXO 90:2014.        |
| "Missing You"                | 2014                   | Fly to the Sky         | Remake feito para EXO 90:2014.        |

## Prêmios e indicações
| Reconhecimentos | Reconhecimentos                                     | Reconhecimentos                         | Reconhecimentos  | Reconhecimentos | Reconhecimentos |
| Ano             | Prêmio                                              | Categoria                               | Trabalho nomeado | Resultado       | Ref.            |
| --------------- | --------------------------------------------------- | --------------------------------------- | ---------------- | --------------- | --------------- |
| 2017            | TC Candler: The 5th Annual Independent Critics List | World's 100 Most Handsome Faces of 2017 | Ele mesmo        | 99th            | [ 102 ]         |
| 2018            | TC Candler: The 6th Annual Independent Critics List | World's 100 Most Handsome Faces of 2018 | Ele mesmo        | 22nd            | [ 103 ]         |
| 2019            | TC Candler: The 7th Annual Independent Critics List | World's 100 Most Handsome Faces of 2019 | Ele mesmo        | 27th            | [ 104 ] [ 105 ] |